# Powiat Gyöngyös
Powiat Gyöngyös (węg. Gyöngyösi járás) – jeden z siedmiu powiatów komitatu Heves na Węgrzech. Siedzibą władz jest miasto Gyöngyös.

## Miejscowości powiatu Gyöngyös
- Abasár
- Adács
- Atkár
- Detk
- Domoszló
- Gyöngyös
- Gyöngyöshalász
- Gyöngyösoroszi
- Gyöngyöspata
- Gyöngyössolymos
- Gyöngyöstarján
- Halmajugra
- Karácsond
- Kisnána
- Ludas
- Markaz
- Mátraszentimre
- Nagyfüged
- Nagyréde
- Szücsi
- Vámosgyörk
- Vécs
- Visonta
- Visznek